# Tāpatu Stream
Der Tāpatu Stream ist ein Bach in der Region Gisborne auf der Nordinsel von Neuseeland.

## Geographie
Der Bach entspringt an der östlichen Flanke des 762 m hohen Kokomuka, der zu den nordöstlichen Ausläufern des Gebirgszugs der Raukumara Range zählt. Von seiner Quelle an fließt der Tāpatu Stream nach Osten, bis er nach rund 5 km zusammen mit dem Onematariki Stream in den Karakatūwhero River übergeht.